# 東鎮區 (愛荷華州蒙哥馬利縣)
東鎮區（英語：East Township）是位於美國愛荷華州蒙哥馬利縣的一個行政鎮區。

## 地方資料
根據2010年美國人口普查的數據，東鎮區的面積為91.57平方千米，當中陸地面積為90.92平方千米，而水域面積為0.65平方千米。當地共有人口1469人，而人口密度為每平方千米16.04人。